# Csönge
Csönge es un pueblo ubicado en el distrito de Celldömölk, en el condado de Vas, Hungría.

## Superficie
Posee una superficie de 25,27 kilómetros cuadrados.

## Demografía
Hasta 2019 la población era de 377 habitantes, con una densidad de población de 14,92 habitantes por kilómetro cuadrado.